# Pustý Žleb
Pustý Žleb är en dal i Tjeckien.   Den ligger i regionen Södra Mähren, i den östra delen av landet, 180 km öster om huvudstaden Prag.